# Уральский минералогический музей В. А. Пелепенко
Уральский минералогический музей В. А. Пелепенко (также Музей камня) — частный минералогический музей, располагавшийся в Екатеринбурге с 2000 до 2015 года в здании гостиницы «Большой Урал». В 2017—2018 находился в Первоуральске в Инновационном культурном центре («шайба»). С 2018 года экспозиция музея находится в Екатеринбурге в Центре искусств «Главный проспект» по адресу проспект Ленина, 8.
Основу экспозиции составляет коллекция минералов, собранная основателем музея Владимиром Пелепенко. В ней около 10 тысяч образцов (порядка 900 минералогических видов), кристаллических и полированных, которые представляют большинство месторождений России, а также многих стран мира — европейских, американских, африканских, азиатских. Полированные образцы, главным образом, представляют собой поделочные камни Урала. Но присутствуют и образцы из других регионов, в том числе агаты Чукотки. В коллекции помимо уральских минералов присутствуют образцы с месторождений Кольского полуострова, Кавказа, Средней Азии, Восточной Сибири и Приморского края, а также около сотни экспонатов из США и Латинской Америки, Африки, Центральной и Юго-Восточной Азии. Минералогическое собрание В. А. Пелепенко дополняет небольшая (до 500 ед.) коллекция изделий из камня и кости конца XIX—XX века, выполненных мастерами Урала, а также разных стран мира — Индии, Перу, Японии, Китая и др. Среди них немало высокохудожественных произведений, например: образцы мелкой пластики работы современных уральских мастеров; образцы, изготовленные в технике русской мозаики и др.

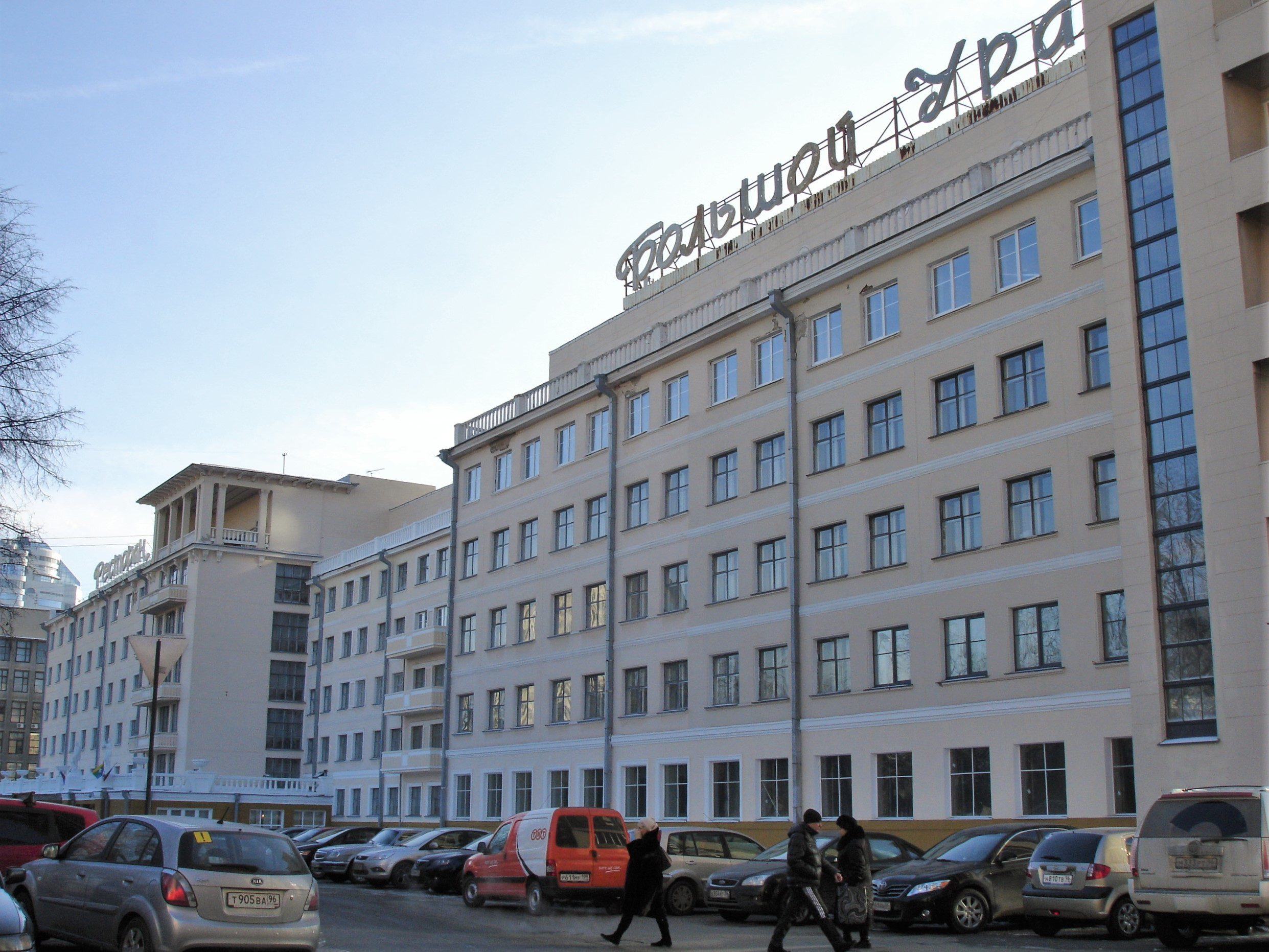
Здание гостиницы «Большой Урал», где 15 лет располагался музей

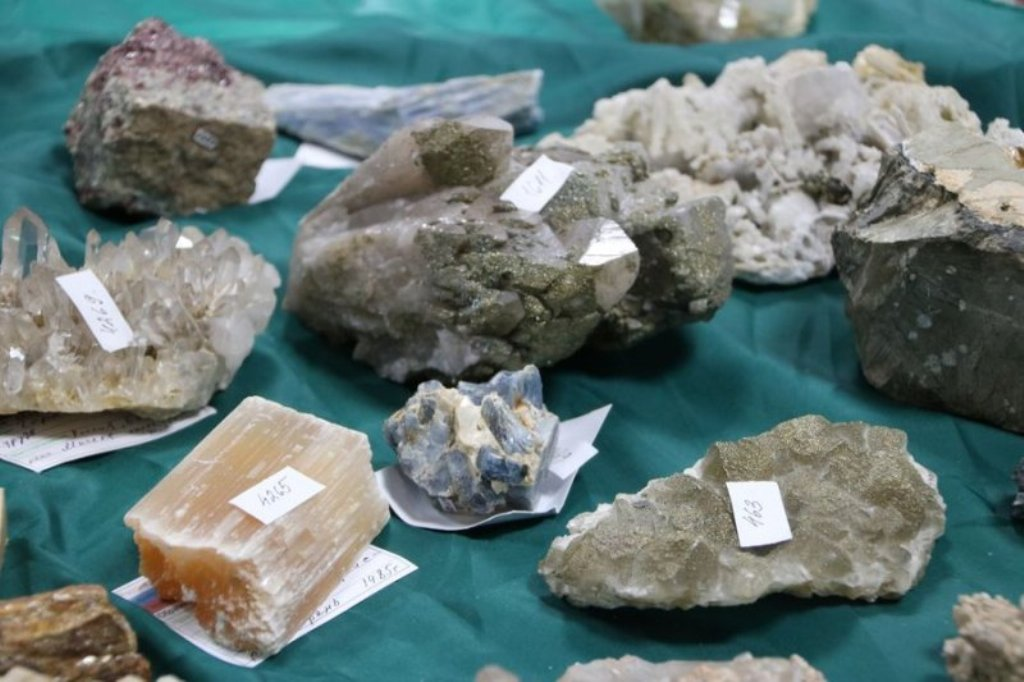
Экспозиция музея

Владимир Пелепенко, инженер-электрик по образованию, за несколько десятилетий объехал месторождения России и некоторые зарубежные страны в поисках образцов. Собранная им коллекция имеет высокую научную и художественную ценность, является лучшим собранием камней в Екатеринбурге, одним из лучших в России. На базе коллекции Пелепенко были организованы ряд выставок в музеях России (Москва, Ялта, Нижний Тагил и др.), получившие высокие оценки посетителей. В 1988 году коллекцию из 160 образцов показали за рубежом на международной ярмарке в Мюнхене, где он был первым коллекционером СССР. Затем, в разные годы, В. Пелепенко принимал участие и в других зарубежных выставках — в Германии, Австрии, США, Великобритании, Греции.
Минералогический музей продолжает развиваться и пополнять свои коллекции. В музее работает салон-магазин, в котором можно приобрести работы камнерезов, гранильщиков и ювелиров. Также здесь могут изготовить изделия из камня под заказ.

## Выселение музея

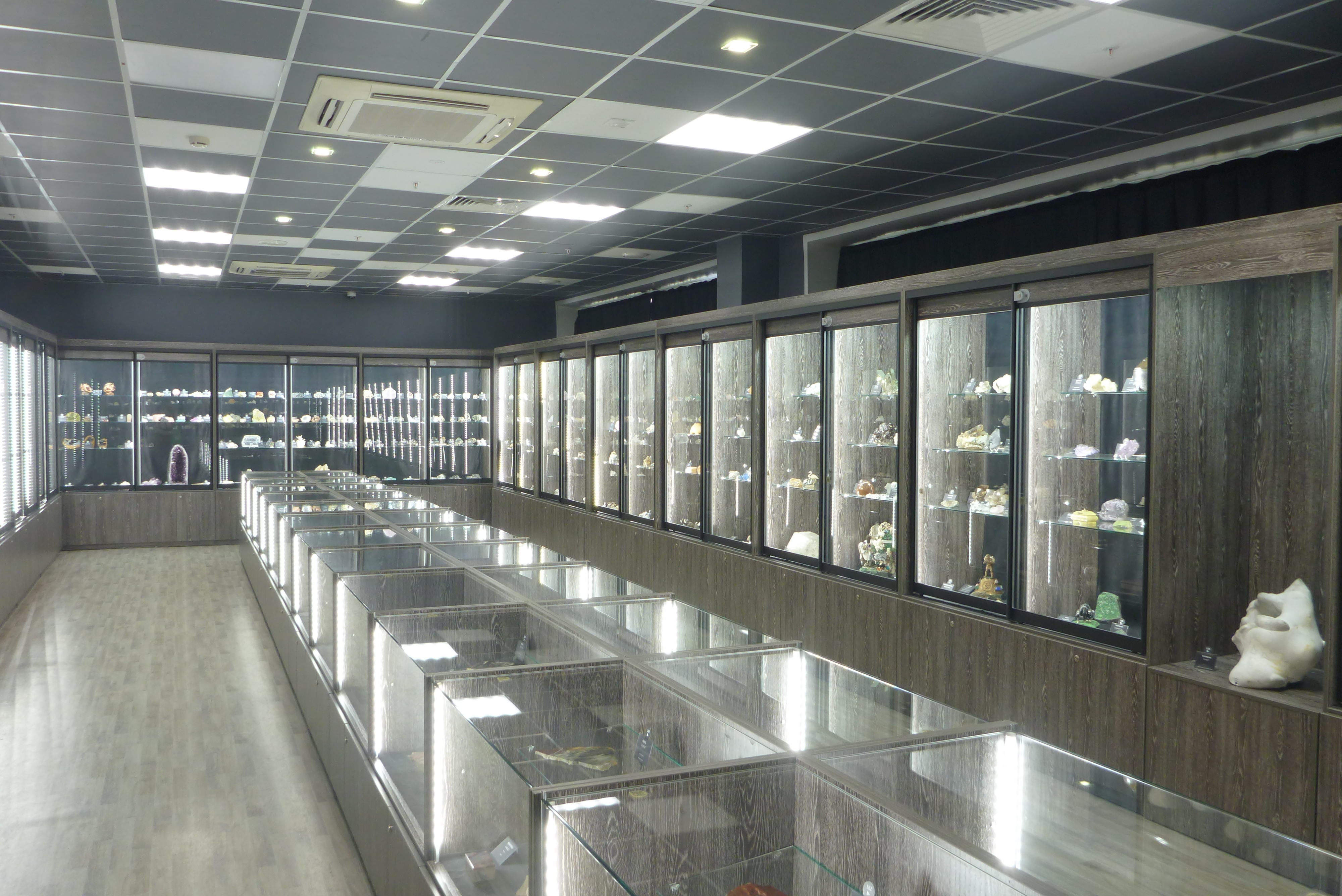
Экспозиция музея в Инновационном культурном центре Первоуральска (2019)

Музей с декабря 2000 года находился в центре Екатеринбург в помещении бывшего ресторана при гостинице «Большой Урал», переданного распоряжением правительства Свердловской области № 1016-пп от 27 августа 1999 года в безвозмездное пользование музею на 20 лет. Организатором экспозиции музея является Уральский минералогический центр (УМЦ) «Недра». Он принимал иностранные и российские делегации, министров, деятелей культуры, бизнесменов. В 2000 году министерство культуры включило коллекцию Владимира Пелепенко в Музейный фонд России.
Гостиница «Большой Урал» является памятником архитектуры в аварийном состоянии. С тех пор здание перешло из региональной собственности в федеральную. Начиная с 2004 года началась серия конфликтов и судебных тяжб между музеем и меняющимися арендаторами здания гостиницы.
В 2007 году здание перешло в собственность ФГУП «ФТ-Центр», и его руководство решило выселить нелегальных арендаторов. Последние несколько лет из-за тяжбы с владельцем здания музей работал без света и отопления. Получившие поддержку на уровне областных властей планы создать на основе музея Дворец камня со строительством отдельного здания так и не были реализованы. В 2011 году городскими властями был выделен участок на улице Добролюбова для строительства нового здания музея, но не было даже проекта. В октябре 2014 года Арбитражный суд Свердловской области вынес решение, согласно которому музей должен освободить все помещения и выплатить владельцу здания 16,5 миллиона рублей. Сторонники музея жаловались во все инстанции, писали даже Президенту, но всё оказалось бесполезно. Вместе с музеем закрылись и два популярных детских клуба «Кристаллик» и «Орлец».
Пелепенко предложили несколько альтернативных вариантов для размещения коллекции: объект культурного наследия «Усадьба Железнова» (улица Розы Люксембург, 56), а также помещение в Калужском этнографическом музее. Сам он говорил, что ему нравится особняк на улице Декабристов, 38 и здание на улице Добролюбова, 3, где три зала по 600 м². Кроме того, Пелепенко объявил, что если не получится найти помещение в Екатеринбурге, он перевезёт весь музей в Ялту, где у него дом. Вопрос с переездом музея в усадьбу Железнова в итоге отпал сам собой, так как здание отдали кому-то другому, хотя в МУГИСО уверяют, что Пелепенко сам отказался из-за его плачевного состояния и необходимости больших переделок.
В феврале 2015 года Владимир Пелепенко заявлял, что прекратит свою работу и увезёт свою коллекцию в Грецию, Германию или США. 3 августа 2015 года суд не предоставил хозяину музея никакой отсрочки для переезда. По решению суда, он должен был выехать из своих помещений в течение суток, но ситуация так и не изменилась. В начале ему предоставляли площадку в музее Уральского горного университета на третьем этаже. Частично коллекция минералов будет перевезена в здание на Добролюбова, 9, переданное музею в безвозмездное пользование на пять лет для деятельности детских клубов, однако вместить около тысячи минералов небольшое здание не может. В МУГИСО сообщили, что как только здание гостиницы перейдёт из федеральной обратно в областную собственность (в конце 2015 года), Музей камня может занять прежние площади, но Пелепенко заявил, что возвращаться обратно не намерен.
Тогда же сообщалось, что Пелепенко получит постоянное и законное место для размещения своей коллекции в «Ельцин-центре». Но переезд не состоялся из-за неподъёмной стоимости аренды.
15 декабря 2017 года состоялось торжественное открытие нового музея в Первоуральске в Инновационном культурном центре, известном как «шайба» из-за своей необычной формы. Переселение коллекции состоялось при поддержке Министерства культуры Свердловской области. Генеральный директор Инновационного культурного центра Н. Михайлов подчеркнул большую работу автора выставки, сумевшего показать не только происхождение, классификацию горных пород и минералов, но и отразить удивительный мир горной сказки.
По состоянию на август 2018 года, экспозиция музея находится по адресу Екатеринбург, проспект Ленина, 8.